# NASCAR Cup Series 2024

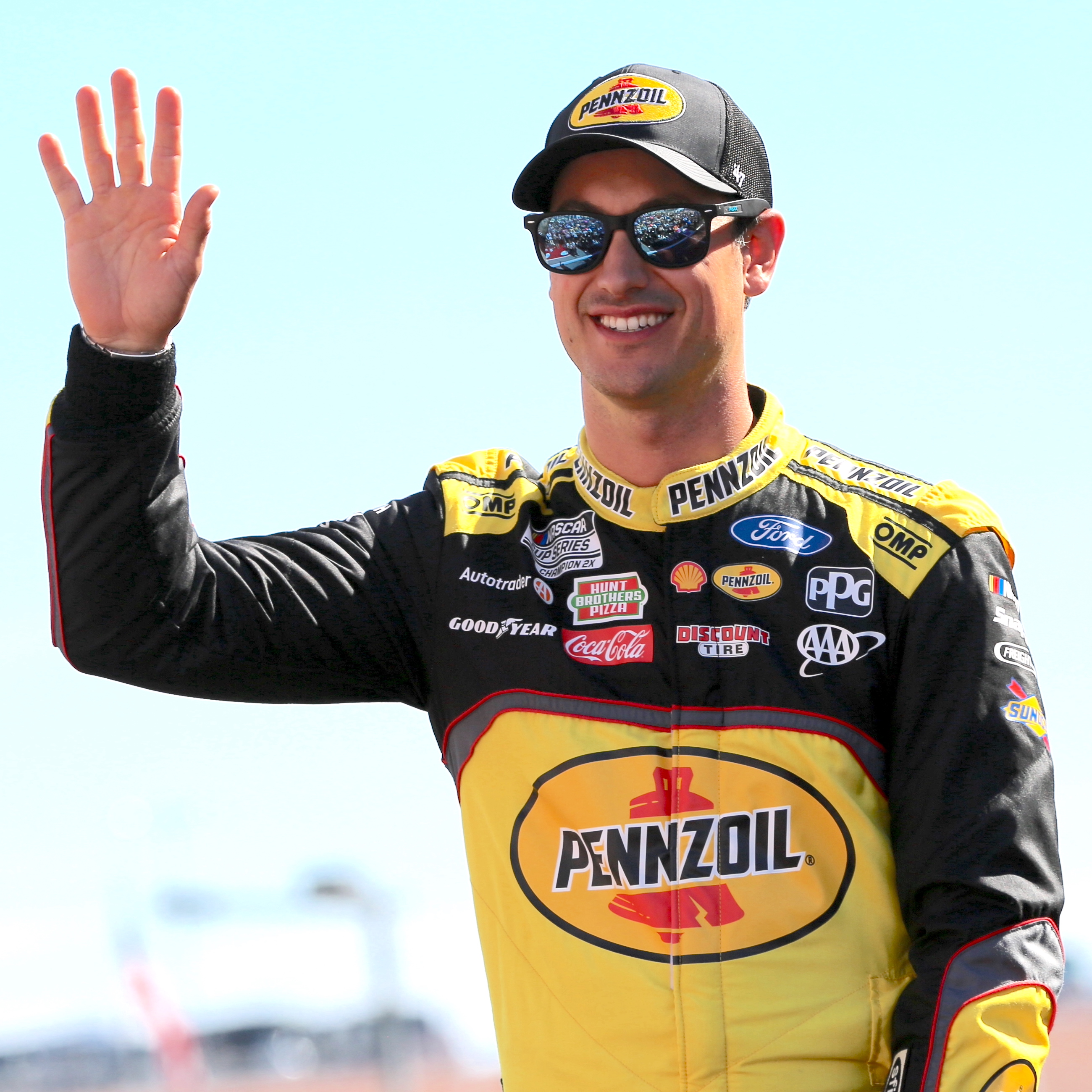
Joey Logano, il campione della stagione 2024.

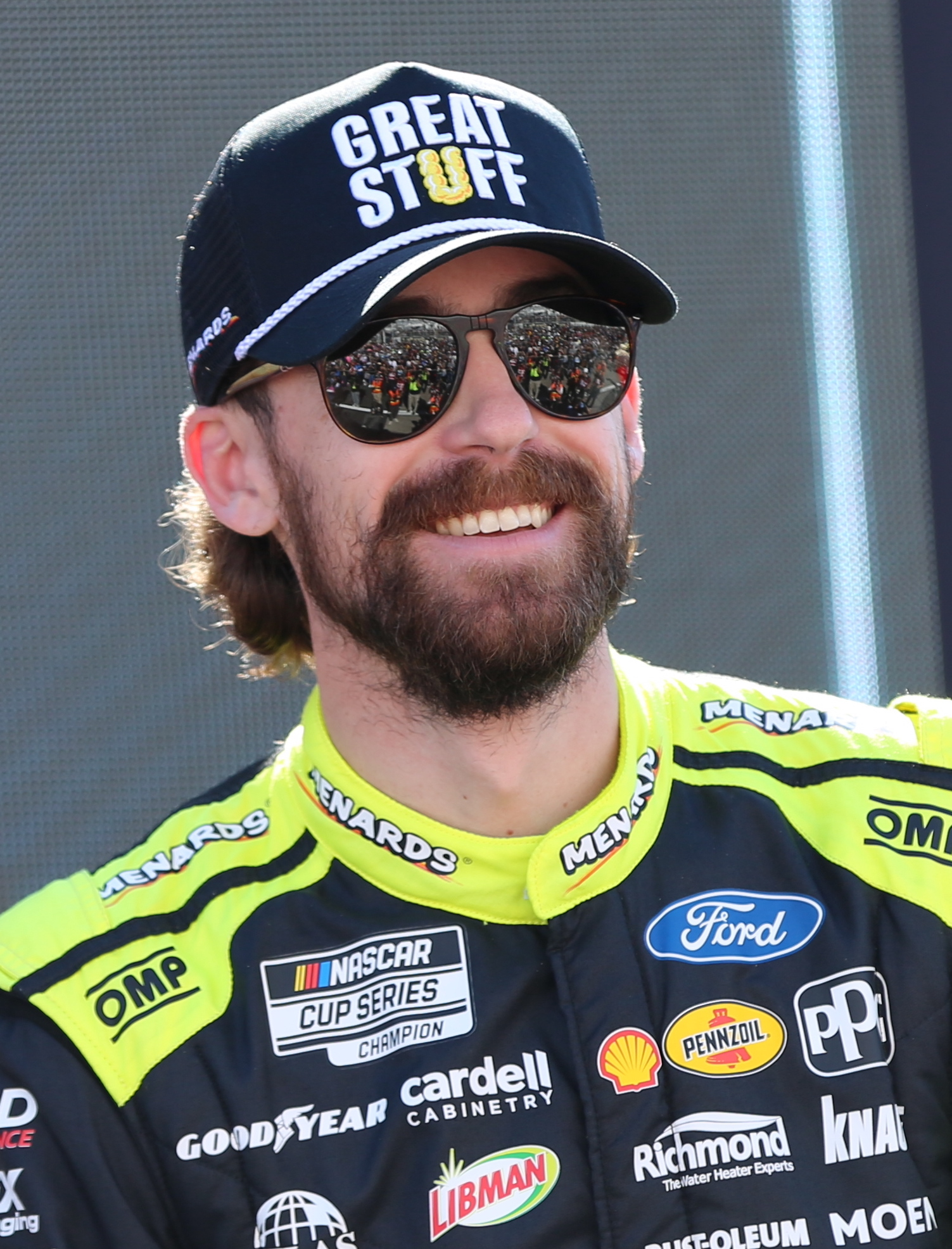
Ryan Blaney è finito secondo in classifica.

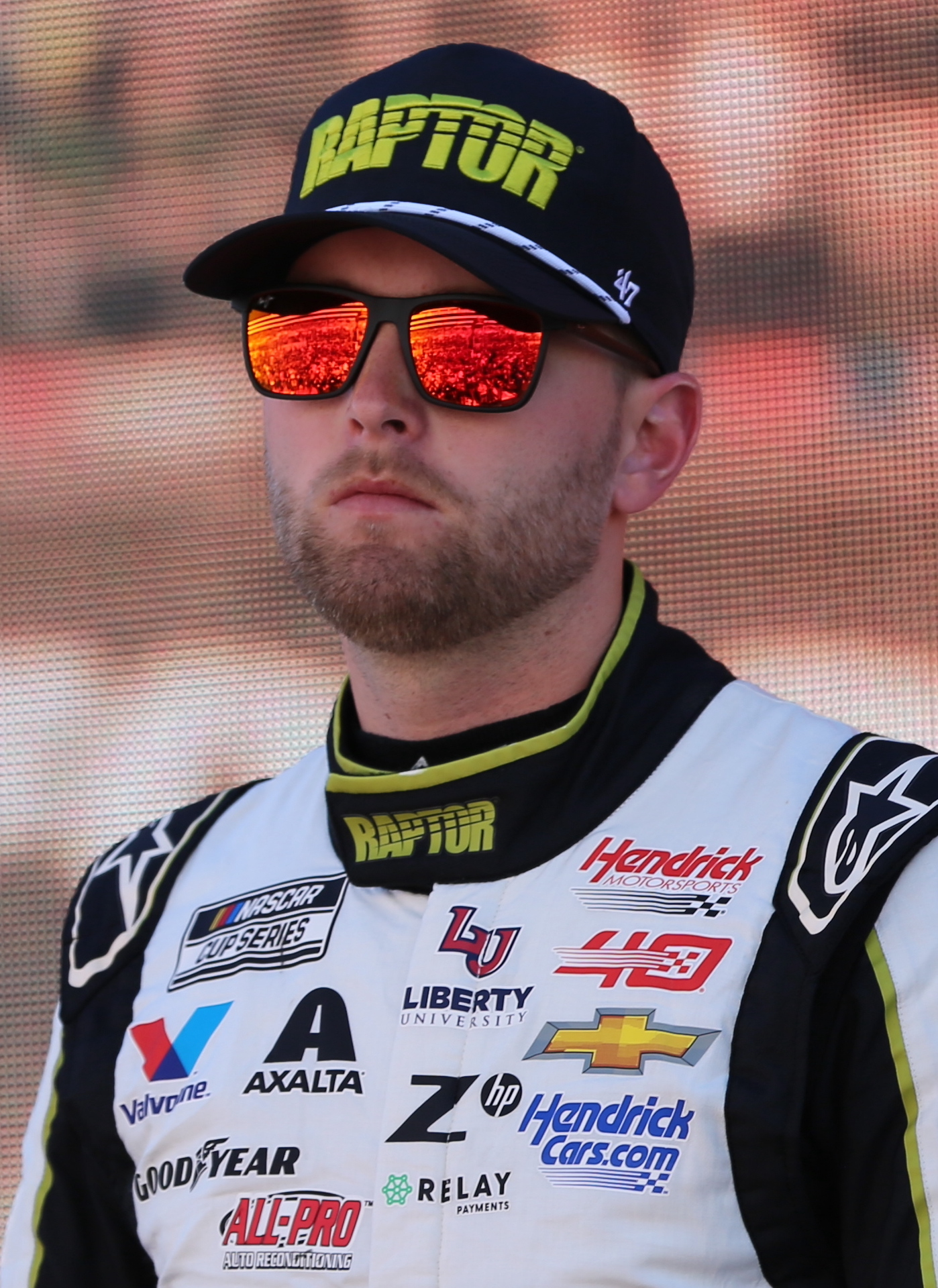
William Byron è finito terzo in classifica.

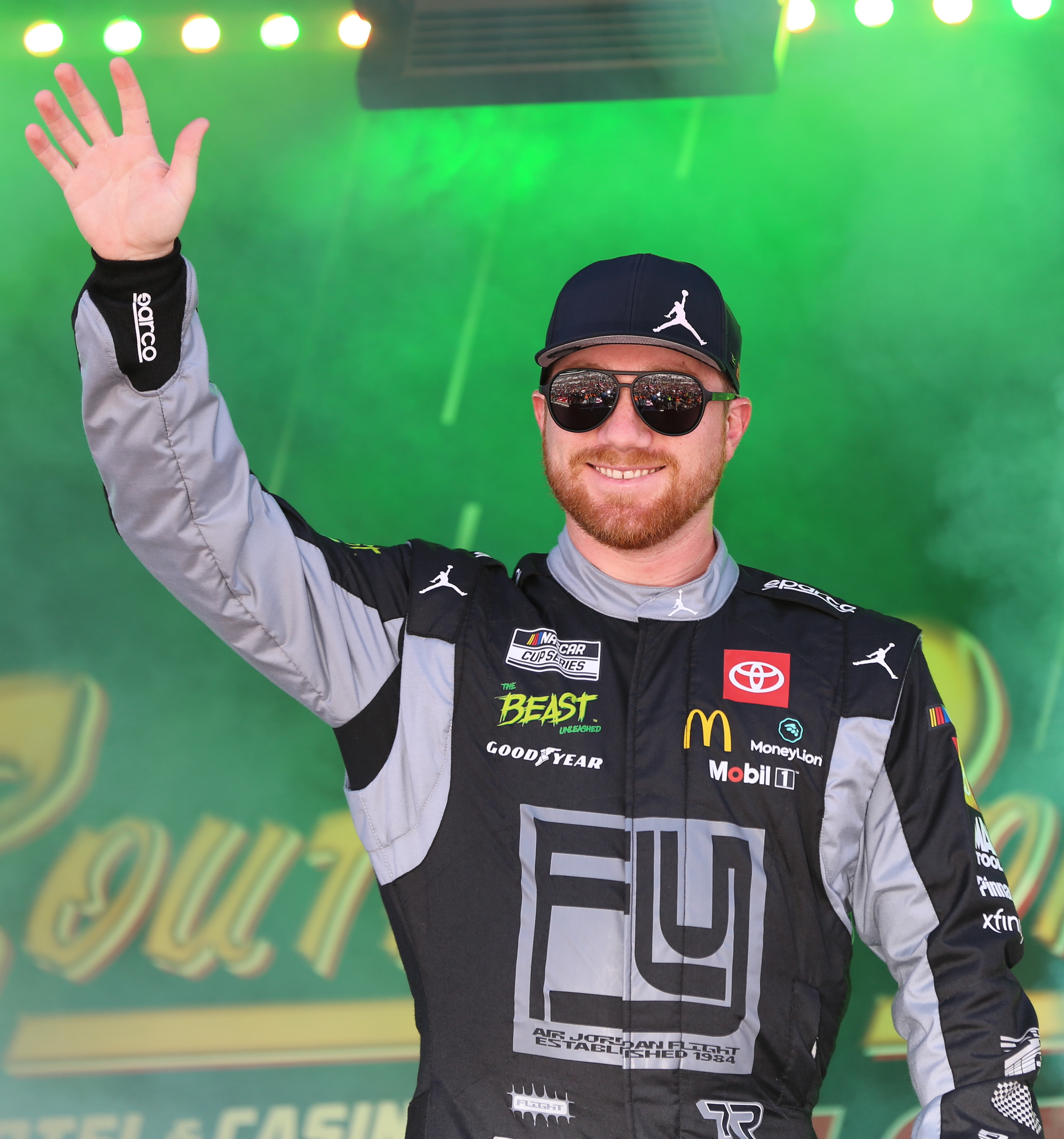
Tyler Reddick, il campione della Regular Season, è finito quarto in classifica.

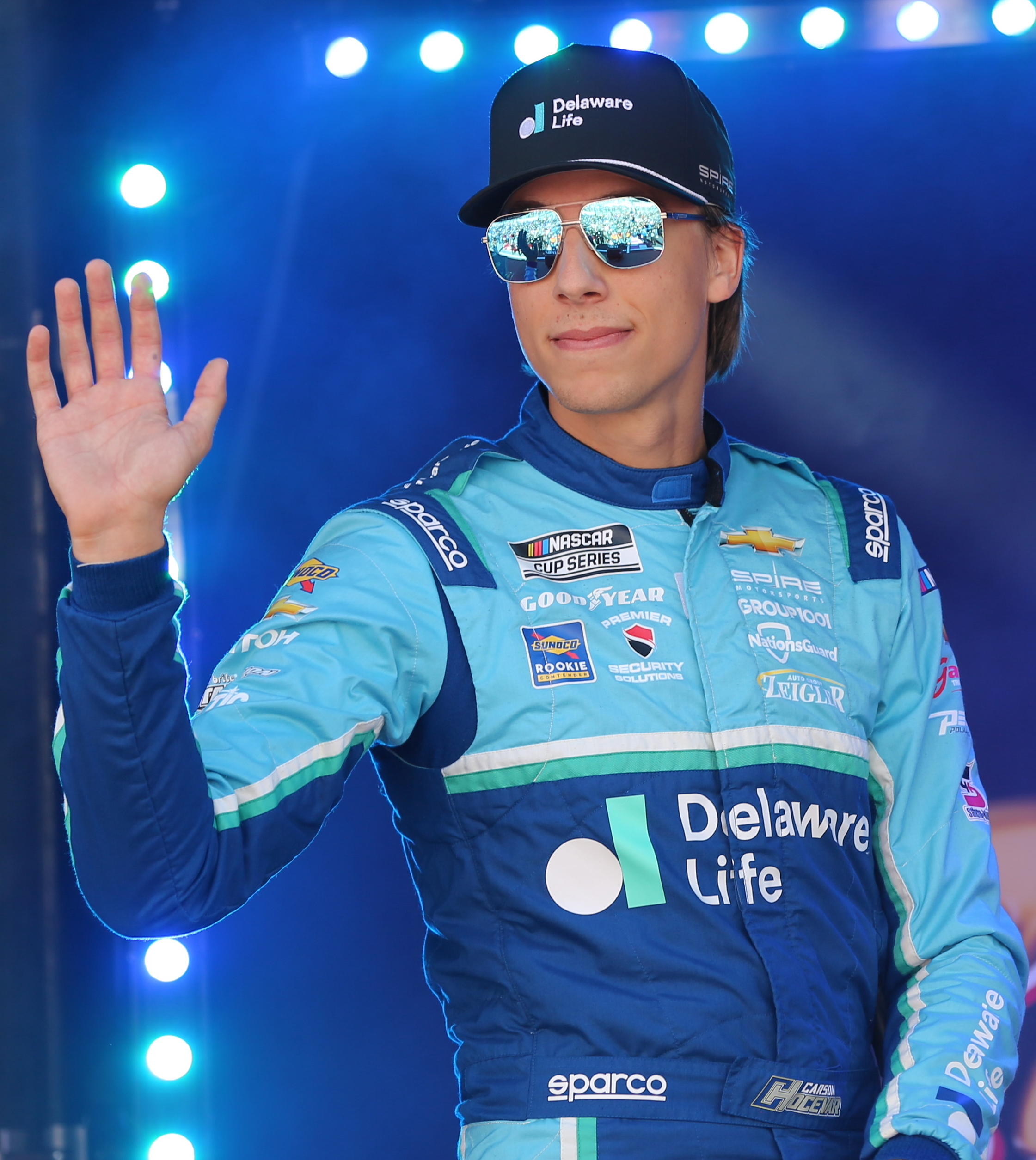
Carson Hocevar, il NASCAR Rookie of the Year 2024.

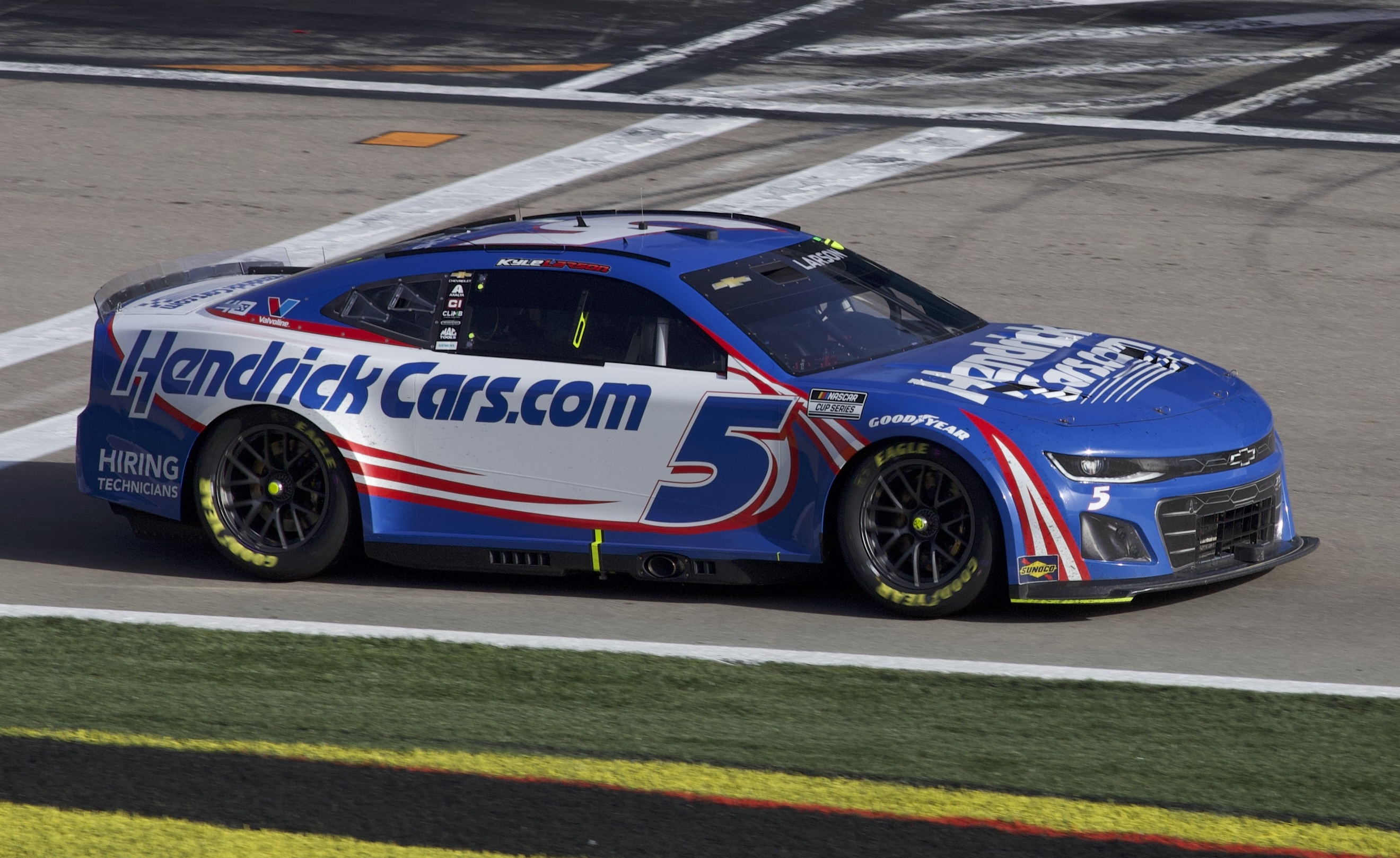
Chevrolet ha vinto il campionato Costruttori con 1309 punti e 15 vittorie. L'auto No. 5 di Hendrick Motorsports (guidata da Kyle Larson per 35 gare e Justin Allgaier per una gara) ha vinto il titolo campionato Proprietari nella Regular Season.

La NASCAR Cup Series 2024 è stata la 76ª edizione del massimo campionato motoristico NASCAR e la 53ª dall'inizio dell'era moderna delle Cup Series. La stagione avuto inizio il 5 febbraio 2023 con il Busch Light Clash presso il Los Angeles Memorial Coliseum. Ad esso sono state seguite le gare di qualificazione dei Daytona Duel e dalla 66ª edizione della Daytona 500 (la prima gara a punti della stagione) il 19 febbraio, entrambe al Daytona International Speedway. La stagione si conclusa il 10 novembre 2024 con la NASCAR Cup Series Championship Race presso il Phoenix Raceway. Il detentore del titolo era Ryan Blaney.
La stagione 2024 è stata la prima senza la partecipazione di Kevin Harvick, che per 14 anni ha corso nelle NASCAR Cup Series vincendo il titolo nel 2014 e ritiratosi dalle competizioni alla fine della stagione precedente per poi legarsi alla FOX come commentatore televisivo. È stata anche la prima stagione che non vedeva la partecipazione di Aric Almirola, anch'esso ritiratosi dalle gare dopo la conclusione della stagione 2023.
La stagione 2024 è stata l'ultima stagione che ha visto la partecipazione della Stewart-Haas Racing, la squadra di cui è co-proprietario l'ex pilota Tony Stewart (campione delle Cup Series per 4 volte), che aveva annunciato di terminare le sue operazioni alla fine del campionato. La squadra è passata completamente in mano all'altro co-proprietario, Gene Haas, e all'attuale presidente della squadra, Joe Custer. È stata anche l'ultima stagione che ha visto la partecipazione al campionato del pilota Martin Truex Jr. (campione delle Cup Series nel 2017), che aveva annunciato il suo ritiro alla fine della stagione 2024.

## Scuderie e piloti

### Chartered teams
Le seguenti scuderie sono quelle che garantiscono almeno una macchina per ogni singola gara delle Cup Series.
Nota: Tra parentesi il numero delle gare a cui partecipa il pilota o è in carica il crew chief. Se non presente l'indicazione il pilota ha corso in tutte le gare della stagione. La lettera (R) indica i piloti al primo anno nelle Cup Series.
| Costruttore | Scuderia                 | N. | Pilota                  | Crew chief                     |
| ----------- | ------------------------ | -- | ----------------------- | ------------------------------ |
| Chevrolet   | Hendrick Motorsports     | 5  | Kyle Larson (35)        | Cliff Daniels                  |
| Chevrolet   | Hendrick Motorsports     | 5  | Justin Allgaier (1)     | Cliff Daniels                  |
| Chevrolet   | Hendrick Motorsports     | 9  | Chase Elliott           | Alan Gustafson                 |
| Chevrolet   | Hendrick Motorsports     | 24 | William Byron           | Rudy Fugle                     |
| Chevrolet   | Hendrick Motorsports     | 48 | Alex Bowman             | Blake Harris                   |
| Chevrolet   | JTG Daugherty Racing     | 47 | RIcky Stenhouse Jr.     | Mike Kelley                    |
| Chevrolet   | Kaulig Racing            | 16 | A. J. Allmendinger (9)  | Travis Mack                    |
| Chevrolet   | Kaulig Racing            | 16 | Josh Williams (2)       | Travis Mack                    |
| Chevrolet   | Kaulig Racing            | 16 | Derek Kraus (6)         | Travis Mack                    |
| Chevrolet   | Kaulig Racing            | 16 | Shane van Gisbergen (8) | Travis Mack                    |
| Chevrolet   | Kaulig Racing            | 16 | Ty Dillon (5)           | Travis Mack                    |
| Chevrolet   | Kaulig Racing            | 16 | ... (7)                 | Travis Mack                    |
| Chevrolet   | Kaulig Racing            | 31 | Daniel Hemric           | Trent Owens                    |
| Chevrolet   | Richard Childress Racing | 3  | Austin Dillon           | Keith Rodden (7)               |
| Chevrolet   | Richard Childress Racing | 3  | Austin Dillon           | Justin Alexander (29)          |
| Chevrolet   | Richard Childress Racing | 8  | Kyle Busch              | Randall Burnett                |
| Chevrolet   | Spire Motorsports        | 7  | Corey LaJoie            | Ryan Sparks                    |
| Chevrolet   | Spire Motorsports        | 71 | Zane Smith (R)          | Stephen Doran                  |
| Chevrolet   | Spire Motorsports        | 77 | Carson Hocevar (R)      | Luke Lambert                   |
| Chevrolet   | Trackhouse Racing        | 1  | Ross Chastain           | Phil Surgen                    |
| Chevrolet   | Trackhouse Racing        | 99 | Daniel Suárez           | Matt Swiderski                 |
| Ford        | Front Row Motorsports    | 34 | Michael McDowell        | Travis Peterson                |
| Ford        | Front Row Motorsports    | 38 | Todd Gilliland          | Ryan Bergenty                  |
| Ford        | RFK Racing               | 6  | Brad Keselowski         | Matt McCall                    |
| Ford        | RFK Racing               | 17 | Chris Buescher          | Scott Graves                   |
| Ford        | Rick Ware Racing         | 15 | Riley Herbst (3)        | Billy Plourde                  |
| Ford        | Rick Ware Racing         | 15 | Kaz Grala (R) (23)      | Billy Plourde                  |
| Ford        | Rick Ware Racing         | 15 | Cody Ware (10)          | Billy Plourde                  |
| Ford        | Rick Ware Racing         | 51 | Justin Haley            | Chris Lawson                   |
| Ford        | Stewart-Haas Racing      | 4  | Josh Berry (R)          | Rodney Childers                |
| Ford        | Stewart-Haas Racing      | 10 | Noah Gragson            | Drew Blickensderfer            |
| Ford        | Stewart-Haas Racing      | 14 | Chase Briscoe           | Richard Boswell                |
| Ford        | Stewart-Haas Racing      | 41 | Ryan Preece             | Chad Johnston                  |
| Ford        | Team Penske              | 2  | Austin Cindric          | Brian Wilson                   |
| Ford        | Team Penske              | 12 | Ryan Blaney             | Jonathan Hassler (35)          |
| Ford        | Team Penske              | 12 | Ryan Blaney             | Tony Palmer (1)                |
| Ford        | Team Penske              | 22 | Joey Logano             | Paul Wolfe                     |
| Ford        | Wood Brothers Racing     | 21 | Harrison Burton         | Jeremy Bullins                 |
| Toyota      | 23XI Racing              | 23 | Bubba Wallace           | Bootie Barker                  |
| Toyota      | 23XI Racing              | 45 | Tyler Reddick           | Billy Scott                    |
| Toyota      | Joe Gibbs Racing         | 11 | Denny Hamlin            | Chris Gabehart                 |
| Toyota      | Joe Gibbs Racing         | 19 | Martin Truex Jr.        | James Small                    |
| Toyota      | Joe Gibbs Racing         | 20 | Christopher Bell        | Adam Stevens (35)              |
| Toyota      | Joe Gibbs Racing         | 20 | Christopher Bell        | Chris Sherwood (1)             |
| Toyota      | Joe Gibbs Racing         | 54 | Ty Gibbs                | Chris Gayle                    |
| Toyota      | Legacy Motor Club        | 42 | John Hunter Nemechek    | Ben Beshore                    |
| Toyota      | Legacy Motor Club        | 43 | Erik Jones (34)         | Dave Elenz (35) Joey Cohen (1) |
| Toyota      | Legacy Motor Club        | 43 | Corey Heim (2)          | Dave Elenz (35) Joey Cohen (1) |

### Non-chartered teams
Le seguenti scuderie, a differenza delle precedenti, non garantiscono la loro presenza in tutte le gare delle Cup Series.
Nota: Tra parentesi il numero delle gare a cui partecipa il pilota o è in carica il crew chief. Se non presente l'indicazione il pilota ha corso in tutte le gare della stagione. La lettera (R) indica i piloti al primo anno nelle Cup Series.
| Costruttore | Team                     | N. | Pilota             | Gare | Crew chief                  |
| ----------- | ------------------------ | -- | ------------------ | ---- | --------------------------- |
| Chevrolet   | Beard Motorsports        | 62 | Anthony Alfredo    | 3    | Darren Shaw                 |
| Chevrolet   | Beard Motorsports        | 62 | Parker Retzlaff    | 1    | Darren Shaw                 |
| Chevrolet   | Kaulig Racing            | 13 | A. J. Allmendinger | 4    | Eddie Pardue                |
| Chevrolet   | Live Fast Motorsports    | 78 | B. J. McLeod       | 3    | David Ingram                |
| Chevrolet   | Live Fast Motorsports    | 78 | ...                | 3    | David Ingram                |
| Chevrolet   | NY Racing Team           | 44 | J. J. Yeley        | 4    | Jay Guy (3)                 |
| Chevrolet   | NY Racing Team           | 44 | J. J. Yeley        | 4    | Brian Berry (1)             |
| Chevrolet   | Richard Childress Racing | 33 | Austin Hill        | 4    | Keith Rodden                |
| Chevrolet   | Richard Childress Racing | 33 | Will Brown         | 1    | Keith Rodden                |
| Chevrolet   | Richard Childress Racing | 33 | Ty Dillon          | 1    | Keith Rodden                |
| Chevrolet   | Team AmeriVet            | 50 | Ty Dillon          | 1    | Darren Shaw                 |
| Chevrolet   | Trackhouse Racing        | 91 | ...                | ...  | ...                         |
| Ford        | Front Row Motorsports    | 36 | Kaz Grala (R)      | 1    | Darren Shaw                 |
| Ford        | MBM Motorsports          | 66 | Timmy Hill         | 1    | Carl Long                   |
| Ford        | MBM Motorsports          | 66 | Davis Starr        | 1    | Carl Long                   |
| Ford        | MBM Motorsports          | 66 | B. J. McLeod       | 2    | Carl Long                   |
| Ford        | MBM Motorsports          | 66 | Chad Finchum       | 1    | Carl Long                   |
| Ford        | MBM Motorsports          | 66 | Josh Bilicki       | 1    | Carl Long                   |
| Ford        | MBM Motorsports          | 66 | Parker Retzlaff    | 1    | Carl Long                   |
| Ford        | MBM Motorsports          | 66 | ...                | 6    | Carl Long                   |
| Ford        | RFK Racing               | 60 | David Ragan        | 1    | Derrick Finley              |
| Ford        | RFK Racing               | 60 | Cameron Waters     | 1    | Derrick Finley              |
| Ford        | RFK Racing               | 60 | Joey Hand          | 1    | Derrick Finley              |
| Ford        | RFK Racing               | 60 | ...                | ...  | Derrick Finley              |
| Toyota      | 23XI Racing              | 50 | Kamui Kobayashi    | 1    | Julian Pena Dave Rogers (1) |
| Toyota      | 23XI Racing              | 50 | Corey Heim         | 1    | Julian Pena Dave Rogers (1) |
| Toyota      | 23XI Racing              | 50 | Juan Pablo Montoya | 1    | Julian Pena Dave Rogers (1) |
| Toyota      | Legacy Motor Club        | 84 | Jimmie Johnson     | 9    | Jason Burdett (6) ... (3)   |

### Cambiamenti di rilievo

#### Squadre
- La Spire Motorsports ha acquistato la licenza (charter) della Live Fast Motorsports per un valore di circa 40 milioni di dollari. La Spire schiera quindi una terza squadra impegnata in tutte le gare della stagione in partnership con la Trackhouse Racing, che nel frattempo ha chiuso un accordo con il campione delle NASCAR Truck Series 2022, Zane Smith. La Live Fast Motorsports continua a partecipare alle Cup Series, ma soltanto ad alcune gare.[109]
- La Front Row Motorsports interrompe la sua partnership tecnica con la RFK Racing, per aprirne un'altra con il Team Penske.[110]
- Alla fine del 2023 viene annunciato che in questa stagione la The Money Team Racing avrebbe partecipato a cinque gare della stagione 2024, fino ad un massimo di otto. Era prevista la sua partecipazione alla Daytona 500, ma la squadra non si è presentata. Successivamente la squadra ha cambiato proprietario, è stata rinominata Team AmeriVet e ha partecipato per la prima volta ad una gara della stagione 2024 alla Coca-Cola 600.[87]

#### Piloti
- A. J. Allmendinger ritorna a disputare il campionato delle NASCAR Xfinity Series dopo una stagione corsa come pilota titolare della Chevrolet n. 16 di proprietà della Kaulig Racing, che quest'anno viene guidata part-time dallo stesso Allmendinger con altri cinque piloti.
- Justin Haley lascia la Kaulig Racing e si trasferisce alla corte della Rick Ware Racing. Per sostituirlo la Kaulig si lega al pilota Daniel Hemric.
- Ty Dillon non rinnova il suo contratto con la Spire Motorsports per tornare a partecipare alle NASCAR Craftsman Truck Series per la Rackley WAR. La Spire lo sostituisce con Carson Hocevar. Dillon partecipa comunque ad alcune gare delle Cup Series come pilota part-time.
- Zane Smith si unisce alla Spire Motorsports, con la partnership tecnica della Trackhouse Racing, che gli affida la Chevrolet n. 71.
- Kaz Grala lascia le Xfinity Series per esordire nelle Cup Series con la Rick Ware Racing in 25 gare, mentre per la Front Row Motorsports in una gara.
- Kevin Harvick decide di ritirarsi dalle competizioni e si unisce al team di commentatori televisivi della FOX Sports. La sua Ford n. 4 viene affidata al rookie Josh Berry.
- Aric Almirola lascia le Cup Series e si trasferisce nelle Xfinity Series con la Joe Gibbs Racing. La sua Ford n. 10 viene affidata a Noah Gragson.
- La Legacy Motor Club si lega a John Hunter Nemechek, affidandogli la Toyota n. 42. La stagione precedente la n. 42 era affidata a Noah Gragson, che era stato sospeso dalla stessa Legacy Motor Club dopo che il pilota aveva pubblicato un meme offensivo sui social media riguardo all'omicidio di George Floyd, in violazione del regolamento NASCAR[111][112]
- Anthony Alfredo conclude un contratto con la Beard Motorsports per correre alcune gare della stagione 2024 alla guida della Chevrolet n. 62.
- Il leader del campionato Supercars, l'australiano Will Brown, firma un accordo con la Richard Childress Racing per guidare la Chevrolet n. 33 alla Toyota/Save Mart 350 nel Sonoma Raceway.
- Nell'ambito dello Stage 60 Program della RFK Racing (che ambisce a costituire una terza squadra fissa nelle Cup Series della scuderia (di cui è co-proprietario anche lo stesso pilota Brad Keselowski),[113] la squadra iscrive una terza auto alla Daytona 500 con il n. 60, affidata a David Ragan. Nel corso della stagione altri due piloti corrono con la stessa Ford n. 60, ovvero Cameron Waters e Joey Hand, ed un terzo deve essere ancora nominato.
- Corey Haim (attuale pilota di riserva della Legacy Motor Club e della 23XI Racing) sostituisce l'infortunato Erik Jones nella Würth 400 e nella AdventHealth 400. Successivamente viene comunicato che Haim avrebbe continuato a collaborare con la 23XI Racing, vedendosi affidata la Toyota n. 50 per la Ally 400.

#### Costruttori
- La Legacy Motor Club passa dalla Chevrolet alla Toyota.[114]
- La Ford decide di basare le carene delle proprie auto nelle Cup Series sul nuovo modello Dark Horse della Ford Mustang, abbandonando il precedente modello della Mustang di sesta generazione.[115]
- La Toyota cambia le carene delle proprie auto nelle Cup Series passando dalla versione XV70 della Toyota Camry alla nuova XV80.[116]

#### Sponsorizzazioni
- A seguito del ritiro di Kevin Harvick, la Anheuser-Busch (Busch Light) interrompe la sua sponsorizzazione della Stewart-Haas Racing e firma un accordo pluriennale con la Trackhouse Racing per sponsorizzare la Chevrolet n. 1 di Ross Chastain per 18 gare a partire dalla stagione 2024.[117]
- Dopo l'annuncio del ritiro di Aric Almirola dalle Cup Series, la Smithfield Foods annuncia il suo addio alla sponsorizzazione di tutta la competizione, limitandola ad alcune gare. L'azienda si è sempre legata al pilota che dal 2012 al 2023 ha corso con la n. 43 della Richard Petty Motorsports e con la n. 10 della Stewart-Haas Racing.[118]
- AdventHealth annuncia di aver concluso un contratto di sponsorizzazione per nove gare con la Legacy Motor Club per la stagione 2024, apponendo il proprio marchio tra la Toyota n. 43 guidata da Erik Jones e la n. 84 affidata a Jimmie Johnson. L'azienda aveva già nel 2023 sponsorizzato la Chevrolet n. 1 di Ross Chastain di proprietà della Trackhouse Racing in sei gare. Alla AdventHealth si aggiunge la sponsorship della Dollar Tree e della sua sussidiaria Family Dollar in sei gare. In questa stagione la Dollar Tree e la Family Dollar sponsorizzeranno in alcune gare anche la Toyota n. 42 di John Hunter Nemechek.[119]
- La Hunt Brothers Pizza conclude un contratto di sponsorizzazione pluriennale per apporre il suo logo sulla Ford n. 22 del Team Penske, affidata alla guida di Joey Logano, e sulla Ford n. 12 di Ryan Blaney (come associate sponsor).[120] La Hunt Brothers Pizza era già entrata nel mondo NASCAR sponsorizzando la Ford n. 4 della Stewart-Haas Racing guidata da Kevin Harvick, ritiratosi dalle competizioni.
- La Zeigler Automotive Group annuncia la sua sponsorship per nove gare della Chevrolet n. 77 guidata da Carson Hocevar e di proprietà della Spire Motorsports.[121]
- L'aviazione militare statunitense (USAF), dopo aver sponsorizzato Bubba Wallace tra il 2018 e il 2020 quando il pilota era alla guida della n. 43 della Richard Petty Motorsports, ritorna nel mondo NASCAR sponsorizzando lo stesso Wallace alla guida della Toyota n. 23 di proprietà della 23XI Racing di Michael Jordan.[122]
- La Rebel Bourbon annuncia di aver concluso con la Richard Childress Racing una sponsorship pluriennale per apporre il suo logo sulla Chevrolet n. 8 affidata a Kyle Busch.[123] La stessa auto vede apposto sulla sua carena anche il logo della Global Industrial in alcune gare della stagione 2024, che sponsorizza anche il pilota Austin Hill impegnato nelle Xfinity Series.[124]
- La Wendy's conclude un contratto come associate sponsor della Trackhouse Racing pluriennale.[125]
- La catena di ristoranti Chili's annuncia di essere main sponsor di Corey LaJoie nella Daytona 500 e associate sponsor dello stesso pilota in altre tre gare della stagione.[126]
- La Choice Hotels firma un contratto di sponsorizzazione con il pilota Daniel Suárez per quattro gare della stagione 2024, a partire dalla AdventHealth 400.
- La Walmart annuncia la sua sponsorship con Justin Haley in occasione del The Clash presso il Coliseum di Los Angeles.[127]
- La WorkforceOHSS conclude un contratto pluriennale per sponsorizzare alcune gare come associate sponsor della Chevrolet n. 71 della Spire Motorsports, affidata alla guida del rookie Zane Smith.[128]
- La Stewart-Haas Racing conclude un accordo di sponsorizzazione per alcune gare della stagione 2024 con la Black Rifle Coffee Company, la Ranger Boats, la TrueTimber e la Winchester Repeating Arms Company, che apporranno il loro logo sulla Ford n. 10 guidata da Noah Gragson.[129]
- La Hendrick Motorsports annuncia di aver concluso anticipatamente il suo contratto con la catena di ristoranti Hooters per violazione degli accordi contrattuali che consentivano di apporre il logo di quest'ultima sulla Chevrolet n. 9 guidata da Chase Elliott.[130]

## Cambiamenti regolamentari
- È stato approntato un nuovo pacchetto aerodinamico obbligatorio per tutte le corse in circuiti cittadini e nelle piste lunghe un miglio o meno (ad eccezione del Bristol Motor Speedway e del Dover Motor Speedway, per cui la NASCAR prevedeva pacchetti aerodinamici specifici).[131]
- Alla fine di ogni stage è stato applicato il regime di caution anche nei circuiti cittadini e sulle altre piste.[132]
- Dopo il ribaltamento di Corey LaJoie al Michigan, la NASCAR aveva imposto l'utilizzo di un deflettore dell'aria per il lunotto posteriore destro la settimana successiva durante Daytona.[133]

## Calendario
Il calendario della stagione 2024 è stato reso noto il 4 ottobre 2023 e vede 31 gare in circuiti ovali, 4 gare in piste tradizionali, una gara su circuito cittadino e 4 gare aggiuntive su circuiti ovali che non attribuiscono punti ai fini del campionato.

Legenda:

 O  Ovale corto/Superspeedway

 R  Circuito stradale

 C  Circuito cittadino

In grassetto sono indicate le gare considerate "Crown Jewel".
| N°                         | Data                     | Gara                                                | Circuito                           | Località                          |
| Regular Season             | Regular Season           | Regular Season                                      | Regular Season                     | Regular Season                    |
| -------------------------- | ------------------------ | --------------------------------------------------- | ---------------------------------- | --------------------------------- |
|                            | 3 febbraio 2024          | Busch Light Clash at The Coliseum                   | O Los Angeles Memorial Coliseum    | Los Angeles (California)          |
| 15 febbraio 2024           | Bluegreen Vacations Duel | O Daytona International Speedway                    | Daytona Beach (Florida)            |                                   |
| 1                          | 19 febbraio 2024         | Daytona 500                                         | O Daytona International Speedway   | Daytona Beach (Florida)           |
| 2                          | 25 febbraio 2024         | Ambetter Health 400                                 | O Atlanta Motor Speedway           | Hampton (Georgia)                 |
| 3                          | 3 marzo 2024             | Pennzoil 400                                        | O Las Vegas Motor Speedway         | Las Vegas (Nevada)                |
| 4                          | 10 marzo 2024            | Shriners Children's 500                             | O Phoenix Raceway                  | Avondale (Arizona)                |
| 5                          | 17 marzo 2024            | Food City 500                                       | O Bristol Motor Speedway           | Bristol (Tennessee)               |
| 6                          | 24 marzo 2024            | EchoPark Automotive Grand Prix                      | R Circuit of the Americas          | Austin (Texas)                    |
| 7                          | 31 marzo 2024            | Toyota Owners 400                                   | O Richmond Raceway                 | Richmond (Virginia)               |
| 8                          | 7 aprile 2024            | Cook Out 400                                        | O Martinsville Speedway            | Ridgeway (Virginia)               |
| 9                          | 14 aprile 2024           | Autotrader EchoPark Automotive 400                  | O Texas Motor Speedway             | Fort Worth (Texas)                |
| 10                         | 21 aprile 2024           | GEICO 500                                           | O Talladega Superspeedway          | Lincoln (Alabama)                 |
| 11                         | 28 aprile 2024           | Würth 400                                           | O Dover Motor Speedway             | Dover (Delaware)                  |
| 12                         | 5 maggio 2024            | AdventHealth 400                                    | O Kansas Speedway                  | Kansas City (Kansas)              |
| 13                         | 12 maggio 2024           | Goodyear 400                                        | O Darlington Raceway               | Darlington (South Carolina)       |
|                            | 19 maggio 2024           | NASCAR All-Star Open                                | O North Wilkesboro Speedway        | North Wilkesboro (North Carolina) |
|                            | 19 maggio 2024           | NASCAR All-Star Race                                | O North Wilkesboro Speedway        | North Wilkesboro (North Carolina) |
| 14                         | 26 maggio 2024           | Coca-Cola 600                                       | O Charlotte Motor Speedway         | Concord (North Carolina)          |
| 15                         | 2 giugno 2024            | Enjoy Illinois 300 presented by TicketSmarter       | O World Wide Technology Raceway    | Madison (Illinois)                |
| 16                         | 9 giugno 2024            | Toyota/Save Mart 350                                | R Sonoma Raceway                   | Sonoma (California)               |
| 17                         | 16 giugno 2024           | Iowa Corn 350 Powered by Ethanol                    | O Iowa Speedway                    | Newton (Iowa)                     |
| 18                         | 23 giugno 2024           | USA Today 301                                       | O New Hampshire Motor Speedway     | Loudon (New Hampshire)            |
| 19                         | 30 giugno 2024           | Ally 400                                            | O Nashville Superspeedway          | Lebanon (Tennessee)               |
| 20                         | 7 luglio 2024            | Grant Park 165                                      | C Chicago Street Course            | Chicago (Illinois)                |
| 21                         | 14 luglio 2024           | The Great American Getaway 400 presented by VISITPA | O Pocono Raceway                   | Long Pond (Pennsylvania)          |
| 22                         | 21 luglio 2024           | Brickyard 400                                       | O Indianapolis Motor Speedway      | Speedway (Indiana)                |
| 23                         | 11 agosto 2024           | Cook Out 400                                        | O Richmond Raceway                 | RIchmond (Virginia)               |
| 24                         | 18 agosto 2024           | FireKeepers Casino 400                              | O Michigan International Speedway  | Brooklyn (Michigan)               |
| 25                         | 24 agosto 2024           | Coke Zero Sugar 400                                 | O Daytona International Speedway   | Daytona Beach (Florida)           |
| 26                         | 1 settembre 2024         | Cook Out Southern 500                               | O Darlington Raceway               | Darlington (South Carolina)       |
| NASCAR Cup Series Playoffs |                          |                                                     |                                    |                                   |
| Round of 16                |                          |                                                     |                                    |                                   |
| 27                         | 8 settembre 2024         | Quaker State 400 Presented by Walmart               | O Atlanta Motor Speedway           | Hampton (Georgia)                 |
| 28                         | 15 settembre 2024        | Go Bowling at The Glen                              | R Watkins Glen International       | Watkins Glen (New York)           |
| 29                         | 21 settembre 2024        | Bass Pro Shops Night Race                           | O Bristol Motor Speedway           | Bristol (Tennessee)               |
| Round of 12                |                          |                                                     |                                    |                                   |
| 30                         | 29 settembre 2024        | Hollywood Casino 400                                | O Kansas Speedway                  | Kansas City (Kansas)              |
| 31                         | 6 ottobre 2024           | YellaWood 500                                       | O Talladega Superspeedway          | Lincoln (Alabama)                 |
| 32                         | 13 ottobre 2024          | Bank of America Roval 400                           | R Charlotte Motor Speedway (Roval) | Concord (North Carolina)          |
| Round of 8                 |                          |                                                     |                                    |                                   |
| 33                         | 20 ottobre 2024          | South Point 400                                     | O Las Vegas Motor Speedway         | Las Vegas (Nevada)                |
| 34                         | 27 ottobre 2024          | Straight Talk Wireless 400                          | O Homestead-Miami Speedway         | Homestead (Florida)               |
| 35                         | 3 novembre 2024          | Xfinity 500                                         | O Martinsville Speedway            | Ridgeway (Virginia)               |
| Championship 4             |                          |                                                     |                                    |                                   |
| 36                         | 10 novembre 2024         | NASCAR Cup Series Championship Race                 | O Phoenix Raceway                  | Avondale (Arizona)                |

### Cambiamenti di rilievo
- Il 6 novembre 2022 viene comunicata la volontà di modificare l'Auto Club Speedway di Fontana (California) portandolo a diventare una short track e che nella stagione 2023 si sarebbe svolta l'ultima gara sul circuito di 2 miglia. A causa dei lavori di modifica, nella stagione 2024 non si corre in tale circuito.[139]
- Il 15 novembre 2023 l'ente di gestione del Bristol Motor Speedway comunica che la gara primaverile sul suo circuito non sarebbe più stata corsa su sterrato, bensì su cemento. Nello stesso comunicato viene comunque confermata l'organizzazione di due gare all'anno valevoli per le Cup Series, con la prima delle due che torna ad assumere la precedente denominazione di Food City 500 per il ritorno al cemento.[140]
- Il 28 settembre 2023, per festeggiare i 30 anni della Brickyard 400, l'ente gestore dell'Indianapolis Motor Speedway comunica che per la stagione 2024 si torna a correre sul tradizionale circuito ovale. È dal 1994 che pista di Indianapolis ospita gare delle Cup Series utilizzando il circuito ovale fino al 2020. Dal 2021 al 2023 le gare delle Cup Series hanno invece utilizzato il circuito da grand prix.[141]
- Il 3 ottobre 2023 (dopo le anticipazioni del giorno precedente della Fox Sports e di The Athletic) il governatore dell'Iowa, Kim Reynolds, e i rappresentanti della NASCAR tengono una conferenza stampa nella quale dichiarano l'arrivo delle Cup Series nell'Iowa Speedway, con la gara inaugurale del circuito fissata per il 16 giugno 2024. La gara va a sostituire quella che si sarebbe dovuta correre all'Auto Club Speedway di Fontana.[142]
- Il campionato è stato temporaneamente sospeso per due settimane (tra la disputa della Brickyard 400 e la Cook Out 400) per non accavallarsi con le Olimpiadi di Parigi, trasmesse dalla NBC (che insieme alla FOX Sports detiene i diritti televisivi delle Cup Series).[134]

## Risultati stagione
| N°                         | Gara                                | Pole position       | Più giri in testa          | Vincitore           | Squadra                  | Costruttore    | Resoconto      |
| Regular season             | Regular season                      | Regular season      | Regular season             | Regular season      | Regular season           | Regular season | Regular season |
| -------------------------- | ----------------------------------- | ------------------- | -------------------------- | ------------------- | ------------------------ | -------------- | -------------- |
|                            | Busch Light Clash at The Coliseum   | Denny Hamlin        | Ty Gibbs                   | Denny Hamlin        | Joe Gibbs Racing         | Toyota         | Resoconto      |
|                            | Bluegreen Vacations Duel 1          | Joey Logano         | Kyle Larson                | Tyler Reddick       | 23XI Racing              | Toyota         | Resoconto      |
|                            | Bluegreen Vacations Duel 2          | Michael McDowell    | Bubba Wallace              | Christopher Bell    | Joe Gibbs Racing         | Toyota         | Resoconto      |
| 1                          | Daytona 500                         | Joey Logano         | Joey Logano                | William Byron       | Hendrick Motorsports     | Chevrolet      | Resoconto      |
| 2                          | Ambetter Health 400                 | Michael McDowell    | Todd Gilliland             | Daniel Suárez       | Trackhouse Racing        | Chevrolet      | Resoconto      |
| 3                          | Pennzoil 400                        | Joey Logano         | Kyle Larson                | Kyle Larson         | Hendrick Motorsports     | Chevrolet      | Resoconto      |
| 4                          | Shriners Children's 500             | Denny Hamlin        | Denny Hamlin Tyler Reddick | Christopher Bell    | Joe Gibbs Racing         | Toyota         | Resoconto      |
| 5                          | Food City 500                       | Ryan Blaney         | Denny Hamlin               | Denny Hamlin        | Joe Gibbs Racing         | Toyota         | Resoconto      |
| 6                          | EchoPark Automotive Grand Prix      | William Byron       | William Byron              | William Byron       | Hendrick Motorsports     | Chevrolet      | Resoconto      |
| 7                          | Toyota Owners 400                   | Kyle Larson         | Martin Truex Jr.           | Denny Hamlin        | Joe Gibbs Racing         | Toyota         | Resoconto      |
| 8                          | Cook Out 400                        | Kyle Larson         | William Byron              | William Byron       | Hendrick Motorsports     | Chevrolet      | Resoconto      |
| 9                          | Autotrader EchoPark Automotive 400  | Kyle Larson         | Kyle Larson                | Chase Elliott       | Hendrick Motorsports     | Chevrolet      | Resoconto      |
| 10                         | GEICO 500                           | Michael McDowell    | Michael McDowell           | Tyler Reddick       | 23XI Racing              | Toyota         | Resoconto      |
| 11                         | Würth 400                           | Kyle Busch          | Denny Hamlin               | Denny Hamlin        | Joe Gibbs Racing         | Toyota         | Resoconto      |
| 12                         | AdventHealth 400                    | Christopher Bell    | Denny Hamlin               | Kyle Larson         | Hendrick Motorsports     | Chevrolet      | Resoconto      |
| 13                         | Goodyear 400                        | Tyler Reddick       | Tyler Reddick              | Brad Keselowski     | RFK Racing               | Ford           | Resoconto      |
|                            | NASCAR All-Star Open                | Ty Gibbs            | Ty Gibbs                   | Ty Gibbs            | Joe Gibbs Racing         | Toyota         | Resoconto      |
|                            | NASCAR All-Star Race                | Joey Logano         | Joey Logano                | Joey Logano         | Team Penske              | Ford           | Resoconto      |
| 14                         | Coca-Cola 600                       | Ty Gibbs            | Christopher Bell           | Christopher Bell    | Joe Gibbs Racing         | Toyota         | Resoconto      |
| 15                         | Enjoy Illinois 300                  | Michael McDowell    | Christopher Bell           | Austin Cindric      | Team Penske              | Ford           | Resoconto      |
| 16                         | Toyota/Save Mart 350                | Joey Logano         | Tyler Reddick              | Kyle Larson         | Hendrick Motorsports     | Chevrolet      | Resoconto      |
| 17                         | Iowa Corn 350                       | Kyle Larson         | Ryan Blaney                | Ryan Blaney         | Team Penske              | Ford           | Resoconto      |
| 18                         | USA Today 301                       | Chase Elliott       | Christopher Bell           | Christopher Bell    | Joe Gibbs Racing         | Toyota         | Resoconto      |
| 19                         | Ally 400                            | Denny Hamlin        | Christopher Bell           | Joey Logano         | Team Penske              | Ford           | Resoconto      |
| 20                         | Grant Park 165                      | Kyle Larson         | Ty Gibbs                   | Alex Bowman         | Hendrick Motorsports     | Chevrolet      | Resoconto      |
| 21                         | The Great American Getaway 400      | Ty Gibbs            | Ryan Blaney                | Ryan Blaney         | Team Penske              | Ford           | Resoconto      |
| 22                         | Brickyard 400                       | Tyler Reddick       | Tyler Reddick              | Kyle Larson         | Hendrick Motorsports     | Chevrolet      | Resoconto      |
| 23                         | Cook Out 400                        | Denny Hamlin        | Denny Hamlin               | Austin Dillon       | Richard Childress Racing | Chevrolet      | Resoconto      |
| 24                         | FireKeepers Casino 400              | Denny Hamlin        | Kyle Larson                | Tyler Reddick       | 23XI Racing              | Toyota         | Resoconto      |
| 25                         | Coke Zero Sugar 400                 | Michael McDowell    | Joey Logano                | Harrison Burton     | Wood Brothers Racing     | Ford           | Resoconto      |
| 26                         | Cook Out Southern 500               | Bubba Wallace       | Kyle Larson                | Chase Briscoe       | Stewart–Haas Racing      | Ford           | Resoconto      |
| NASCAR CUP Series Playoffs |                                     |                     |                            |                     |                          |                |                |
| Round of 16                |                                     |                     |                            |                     |                          |                |                |
| 27                         | Quaker State 400                    | Michael McDowell    | Austin Cindric             | Joey Logano         | Team Penske              | Ford           | Resoconto      |
| 28                         | Go Bowling at The Glen              | Ross Chastain       | Ross Chastain              | Chris Buescher      | RFK Racing               | Ford           | Resoconto      |
| 29                         | Bass Pro Shops Night Race           | Alex Bowman         | Kyle Larson                | Kyle Larson         | Hendrick Motorsports     | Chevrolet      | Resoconto      |
| Round of 12                |                                     |                     |                            |                     |                          |                |                |
| 30                         | Hollywood Casino 400                | Christopher Bell    | Christopher Bell           | Ross Chastain       | Trackhouse Racing        | Chevrolet      | Resoconto      |
| 31                         | YellaWood 500                       | Michael McDowell    | Michael McDowell           | Ricky Stenhouse Jr. | JTG Daugherty Racing     | Chevrolet      | Resoconto      |
| 32                         | Bank of America Roval 400           | Shane van Gisbergen | Kyle Larson                | Kyle Larson         | Hendrick Motorsports     | Chevrolet      | Resoconto      |
| Round of 8                 |                                     |                     |                            |                     |                          |                |                |
| 33                         | South Point 400                     | Christopher Bell    | Christopher Bell           | Joey Logano         | Team Penske              | Ford           | Resoconto      |
| 34                         | Straight Talk Wireless 400          | Tyler Reddick       | Tyler Reddick              | Tyler Reddick       | 23XI Racing              | Toyota         | Resoconto      |
| 35                         | Xfinity 500                         | Martin Truex Jr.    | Brad Keselowski            | Ryan Blaney         | Team Penske              | Ford           | Resoconto      |
| Championship 4             |                                     |                     |                            |                     |                          |                |                |
| 36                         | NASCAR Cup Series Championship Race | Martin Truex Jr.    | Christopher Bell           | Joey Logano         | Team Penske              | Ford           | Resoconto      |
| Fonte:                     |                                     |                     |                            |                     |                          |                |                |

## Classifiche

### Classifica Piloti
(chiave) Grassetto – Pole position assegnata in base al tempo. Corsivo – Pole position stabilita con la formula della competizione. * – Maggiori giri in testa. 1 – Vincitore Stage 1. 2 – Vincitore Stage 2. 3 – Vincitore Stage 3.1–10 - I primi 10 classificati della Regular Season.

. – Eliminato dopo il Round of 16
. – Eliminato dopo il Round of 12
. – Eliminato dopo il Round of 8
| Pos.                    | Pilota               | DU1 | DU2 | DAY | ATL | LVS  | PHO  | BRI | COA | RCH | MAR | TEX  | TAL | DOV | KAN | DAR  | CLT  | GTW  | SON | IOW | NHA | NSH   | CSC | POC | IND | RCH | MCH | DAY  | DAR  |     | ATL | GLN | BRI | KAN | TAL | ROV | LVS | HOM | MAR | PHO  | Pti.  | Stage | Bonus |
| ----------------------- | -------------------- | --- | --- | --- | --- | ---- | ---- | --- | --- | --- | --- | ---- | --- | --- | --- | ---- | ---- | ---- | --- | --- | --- | ----- | --- | --- | --- | --- | --- | ---- | ---- | --- | --- | --- | --- | --- | --- | --- | --- | --- | --- | ---- | ----- | ----- | ----- |
| 1                       | Joey Logano          |     |     | 32* | 28  | 9    | 34   | 22  | 11  | 2   | 6   | 11   | 192 | 16  | 34  | 21   | 14   | 5    | 21  | 6   | 32  | 1     | 23  | 5   | 34  | 19  | 33  | 31*2 | 8    | 1   | 15  | 28  | 14  | 33  | 8   | 1   | 28  | 10  | 1   | 5040 | –     | 17    |       |
| 2                       | Ryan Blaney          |     |     | 302 | 2   | 3    | 5    | 16  | 12  | 19  | 5   | 33   | 20  | 7   | 12  | 36   | 39   | 24   | 7   | 1*1 | 25  | 6     | 10  | 1*  | 3   | 11  | 181 | 29   | 37   | 31  | 38  | 6   | 4   | 39  | 10  | 32  | 2   | 1   | 2   | 5035 | –     | 196   |       |
| 3                       | William Byron        |     |     | 1   | 17  | 10   | 18   | 35  | 1*  | 7   | 1*  | 3    | 7   | 33  | 23  | 6    | 31   | 15   | 30  | 2   | 26  | 19    | 8   | 4   | 38  | 13  | 2   | 27   | 30   | 9   | 34  | 17  | 21  | 3   | 3   | 4   | 6   | 6   | 3   | 5034 | –     | 235   |       |
| 4                       | Tyler Reddick        |     |     | 29  | 30  | 2    | 10*1 | 30  | 5   | 10  | 7   | 4    | 1   | 11  | 20  | 32*2 | 4    | 4    | 8*1 | 22  | 6   | 3     | 2   | 6   | 2*  | 3   | 1   | 28   | 10   | 6   | 27  | 20  | 25  | 20  | 111 | 361 | 1*1 | 34  | 6   | 5031 | –     | 291   |       |
| Fuori dai Playoffs      |                      |     |     |     |     |      |      |     |     |     |     |      |     |     |     |      |      |      |     |     |     |       |     |     |     |     |     |      |      |     |     |     |     |     |     |     |     |     |     |      |       |       |       |
| 5                       | Christopher Bell     |     |     | 3   | 34  | 33   | 12   | 10  | 21  | 6   | 35  | 17   | 38  | 34  | 6   | 13   | 1*23 | 7*12 | 9   | 4   | 1*1 | 36*12 | 37  | 12  | 4   | 61  | 35  | 3    | 3    |     | 4   | 14  | 5   | 7*  | 6   | 2   | 2*2 | 4   | 22  | 5*   | 2412  | 54    | 334   |
| 6                       | Kyle Larson          |     |     | 11  | 32  | 1*12 | 14   | 5   | 17  | 31  | 21  | 21*1 | 21  | 2   | 1   | 341  | QL   | 10   | 1   | 342 | 4   | 8     | 39  | 13  | 1   | 7   | 34* | 21   | 4*12 |     |     |     |     |     |     |     |     |     |     | 2040 | -     | 402   |       |
| 7                       | Chase Elliott        |     |     | 141 | 15  | 12   | 19   | 8   | 16  | 5   | 3   | 1    | 15  | 5   | 3   | 12   | 7    | 13   | 4   | 3   | 18  | 18    | 21  | 9   | 10  | 9   | 15  | 36   | 11   |     |     |     |     |     |     |     |     |     |     | 2014 | -     | 143   |       |
| 8                       | Denny Hamlin         |     |     | 19  | 23  | 8    | 11*  | 1*  | 142 | 1   | 112 | 30   | 37  | 1*  | 5*1 | 4    | 5    | 2    | 38  | 24  | 242 | 12    | 30  | 2   | 321 | 2*  | 9   | 38   | 7    |     |     |     |     |     |     |     |     |     |     | 2015 | -     | 157   |       |
| 9                       | Alex Bowman          |     |     | 2   | 27  | 18   | 20   | 4   | 4   | 17  | 8   | 37   | 5   | 8   | 7   | 8    | 9    | 28   | 15  | 8   | 36  | 14    | 1   | 3   | 31  | 28  | 27  | 16   | 19   |     |     |     |     |     |     |     |     |     |     | 2005 | -     | 5     |       |
| 10                      | Martin Truex Jr.     |     |     | 15  | 12  | 7    | 7    | 2   | 10  | 4*2 | 18  | 14   | 11  | 31  | 4   | 25   | 12   | 34   | 27  | 15  | 9   | 24    | 33  | 81  | 27  | 37  | 24  | 24   | 36   |     |     |     |     |     |     |     |     |     |     | 2004 | -     | 410   |       |
| 11                      | Austin Cindric       |     |     | 22  | 42  | 29   | 36   | 31  | 18  | 23  | 23  | 25   | 231 | 15  | 37  | 20   | 20   | 1    | 22  | 30  | 19  | 15    | 15  | 18  | 7   | 24  | 28  | 18   | 13   |     |     |     |     |     |     |     |     |     |     | 2007 | -     | 7     |       |
| 12                      | Daniel Suárez        |     |     | 34  | 1   | 11   | 13   | 18  | 31  | 22  | 22  | 5    | 27  | 18  | 27  | 24   | 24   | 23   | 14  | 9   | 21  | 22    | 11  | 16  | 8   | 102 | 8   | 40   | 18   |     |     |     |     |     |     |     |     |     |     | 2006 | -     | 6     |       |
| 13                      | Brad Keselowski      |     |     | 33  | 33  | 13   | 4    | 3   | 33  | 8   | 24  | 2    | 2   | 30  | 11  | 1    | 2    | 3    | 13  | 10  | 28  | 25    | 18  | 7   | 21  | 16  | 5   | 8    | 14   |     |     |     |     |     |     |     |     |     |     | 2008 | -     | 8     |       |
| 14                      | Chase Briscoe        |     |     | 10  | 31  | 21   | 9    | 13  | 13  | 18  | 10  | 6    | 12  | 19  | 21  | 5    | 25   | 17   | 34  | 28  | 2   | 21    | 32  | 15  | 24  | 21  | 31  | 14   | 1    |     |     |     |     |     |     |     |     |     |     | 2005 | -     | 5     |       |
| 15                      | Ty Gibbs             |     |     | 17  | 10  | 5    | 3    | 912 | 3   | 16  | 19  | 13   | 22  | 10  | 32  | 2    | 6    | 11   | 37  | 25  | 16  | 23    | 3*  | 27  | 23  | 22  | 3   | 5    | 20   |     |     |     |     |     |     |     |     |     |     | 2004 | -     | 49    |       |
| 16                      | Harrison Burton      |     |     | 39  | 11  | 30   | 27   | 32  | 30  | 34  | 33  | 28   | 10  | 26  | 36  | 22   | 32   | 31   | 25  | 20  | 14  | 28    | 25  | 31  | 36  | 32  | 14  | 1    | 21   |     |     |     |     |     |     |     |     |     |     | 2005 | -     | 5     |       |
| 17                      | Chris Buescher       |     |     | 18  | 9   | 37   | 2    | 7   | 8   | 9   | 15  | 15   | 25  | 17  | 2   | 30   | 23   | 14   | 32  | 18  | 5   | 5     | 20  | 11  | 22  | 18  | 6   | 10   | 6    |     |     |     |     |     |     |     |     |     |     | 690  | 81    | 2     |       |
| 18                      | Bubba Wallace        |     |     | 5   | 5   | 35   | 16   | 29  | 15  | 13  | 4   | 7    | 36  | 32  | 17  | 7    | 11   | 21   | 20  | 17  | 34  | 7     | 13  | 10  | 52  | 4   | 26  | 6    | 16   |     |     |     |     |     |     |     |     |     |     | 669  | 118   | 1     |       |
| 19                      | Ross Chastain        |     |     | 21  | 7   | 4    | 6    | 15  | 7   | 15  | 14  | 322  | 13  | 12  | 19  | 11   | 8    | 12   | 5   | 11  | 10  | 33    | 22  | 36  | 15  | 5   | 25  | 12   | 5    |     |     |     |     |     |     |     |     |     |     | 663  | 76    | 1     |       |
| 20                      | Kyle Busch           |     |     | 12  | 3   | 26   | 22   | 25  | 9   | 20  | 16  | 9    | 26  | 4   | 8   | 27   | 15   | 35   | 12  | 35  | 35  | 27    | 9   | 32  | 25  | 12  | 42  | 2    | 2    |     |     |     |     |     |     |     |     |     |     | 587  | 78    | 1     |       |
| 21                      | Carson Hocevar (R)   |     |     | 40  | 19  | 15   | 15   | 27  | 22  | 27  | 17  | 10   | 17  | 22  | 24  | 26   | 21   | 8    | 17  | 14  | 17  | 16    | 24  | 17  | 12  | 8   | 10  | 11   | 33   |     |     |     |     |     |     |     |     |     |     | 471  | 12    | –     |       |
| 22                      | Todd Gilliland       |     |     | 35  | 26* | 24   | 17   | 26  | 26  | 21  | 13  | 31   | 8   | 31  | 14  | 15   | 17   | 16   | 10  | 12  | 12  | 17    | 7   | 34  | 6   | 17  | 36  | 23   | 17   |     |     |     |     |     |     |     |     |     |     | 500  | 49    | –     |       |
| 23                      | Michael McDowell     |     |     | 36  | 81  | 25   | 8    | 11  | 38  | 26  | 21  | 35   | 31* | 36  | 10  | 10   | 16   | 25   | 2   | 23  | 15  | 35    | 5   | 24  | 16  | 15  | 19  | 30   | 28   |     |     |     |     |     |     |     |     |     |     | 468  | 52    | 1     |       |
| 24                      | Noah Gragson         |     |     | 9   | 36  | 6    | 12   | 34  | 34  | 12  | 20  | 18   | 3   | 6   | 9   | 14   | 38   | 22   | 26  | 16  | 27  | 10    | 14  | 37  | 9   | 20  | 12  | 37   | 32   |     |     |     |     |     |     |     |     |     |     | 431  | 12    | –     |       |
| 25                      | Ricky Stenhouse Jr.  |     |     | 31  | 6   | 17   | 21   | 33  | 28  | 33  | 29  | 23   | 4   | 35  | 16  | 23   | 31   | 20   | 24  | 5   | 7   | 30    | 6   | 33  | 11  | 36  | 13  | 33   | 22   |     |     |     |     |     |     |     |     |     |     | 419  | 27    | –     |       |
| 26                      | Ryan Preece          |     |     | 23  | 16  | 23   | 23   | 14  | 23  | 28  | 9   | 12   | 14  | 37  | 28  | 17   | 26   | 29   | 18  | 27  | 11  | 4     | 34  | 30  | 26  | 25  | 11  | 39   | 12   |     |     |     |     |     |     |     |     |     |     | 393  | 21    | –     |       |
| 27                      | Josh Berry (R)       |     |     | 25  | 29  | 20   | 26   | 12  | 35  | 11  | 25  | 36   | 16  | 14  | 15  | 3    | 10   | 36   | 32  | 7   | 3   | 26    | 36  | 20  | 35  | 14  | 22  | 261  | 31   |     |     |     |     |     |     |     |     |     |     | 460  | 64    | 1     |       |
| 28                      | Erik Jones           |     |     | 8   | 25  | 14   | 31   | 20  | 32  | 14  | 12  | 19   | 35  |     |     | 19   | 19   | 26   | 19  | 32  | 13  | 34    | 29  | 14  | 28  | 29  | 16  | 17   | 24   |     |     |     |     |     |     |     |     |     |     | 394  | 29    | –     |       |
| 29                      | Daniel Hemric        |     |     | 16  | 18  | 19   | 28   | 28  | 37  | 30  | 28  | 20   | 9   | 9   | 30  | 33   | 18   | 18   | 28  | 29  | 31  | 9     | 12  | 25  | 30  | 30  | 23  | 9    | 29   |     |     |     |     |     |     |     |     |     |     | 373  | 6     | –     |       |
| 30                      | Zane Smith (R)       |     |     | 13  | 35  | 36   | 29   | 36  | 19  | 35  | 31  | 26   | 29  | 24  | 29  | 35   | 33   | 19   | 16  | 31  | 30  | 2     | 17  | 29  | 17  | 23  | 7   | 13   | 23   |     |     |     |     |     |     |     |     |     |     | 330  | –     | –     |       |
| 31                      | Justin Haley         |     |     | 26  | 20  | 27   | 24   | 17  | 39  | 32  | 30  | 24   | 34  | 23  | 18  | 9    | 22   | 9    | 33  | 13  | 29  | 13    | 16  | 22  | 20  | 27  | 20  | 32   | 27   |     |     |     |     |     |     |     |     |     |     | 366  | 6     | –     |       |
| 32                      | Austin Dillon        |     |     | 37  | 22  | 16   | 32   | 24  | 25  | 24  | 34  | 8    | 30  | 27  | 25  | 28   | 27   | 6    | 36  | 19  | 33  | 32    | 19  | 23  | 13  | 1   | 17  | 22   | 15   |     |     |     |     |     |     |     |     |     |     | 382  | 35    | –     |       |
| 33                      | Corey LaJoie         |     |     | 4   | 13  | 32   | 33   | 21  | 24  | 36  | 32  | 22   | 18  | 21  | 26  | 16   | 35   | 32   | 11  | 21  | 23  | 20    | 27  | 19  | 14  | 34  | 32  | 34   | 9    |     |     |     |     |     |     |     |     |     |     | 363  | 10    | –     |       |
| 34                      | John Hunter Nemechek |     |     | 7   | 21  | 22   | 25   | 6   | 21  | 25  | 36  | 34   | 33  | 20  | 13  | 31   | 30   | 27   | 29  | 26  | 8   | 31    | 35  | 28  | 29  | 31  | 29  | 15   | 25   |     |     |     |     |     |     |     |     |     |     | 355  | 17    | –     |       |
| 35                      | Kaz Grala (R)        |     |     | 38  | 14  | 31   | 30   | 19  | 27  | 31  | 26  | 27   |     | 29  |     | 18   | 34   |      | 23  | 33  | 22  |       | 26  |     |     |     |     |      | 34   |     |     |     |     |     |     |     |     |     |     | 169  | –     | –     |       |
| 36                      | Cody Ware            |     |     |     |     |      |      |     |     |     |     |      | 24  |     |     |      |      | 33   |     |     |     |       |     | 26  | 18  |     | 21  | 4    |      |     |     |     |     |     |     |     |     |     |     | 98   | 1     | –     |       |
| 37                      | Jimmie Johnson       |     |     | 28  |     |      |      |     |     |     |     | 29   |     | 28  | 38  |      | 29   |      |     |     |     |       |     |     | 33  |     |     |      |      |     |     |     |     |     |     |     |     |     |     | 39   | –     | –     |       |
| 38                      | Derek Kraus          |     |     |     |     | 28   | 35   |     |     |     |     |      |     |     | 31  | 29   |      | 30   |     |     |     |       |     |     |     |     |     |      |      |     |     |     |     |     |     |     |     |     |     | 32   | –     | –     |       |
| 39                      | Joey Hand            |     |     |     |     |      |      |     |     |     |     |      |     |     |     |      |      |      |     |     |     |       | 42  |     |     |     |     |      |      |     |     |     |     |     |     |     |     |     |     | 43   | 10    | 1     |       |
| 40                      | David Ragan          |     |     | 20  |     |      |      |     |     |     |     |      |     |     |     |      |      |      |     |     |     |       |     |     |     |     |     |      |      |     |     |     |     |     |     |     |     |     |     | 17   | –     | –     |       |
| 41                      | Kamui Kobayashi      |     |     |     |     |      |      |     | 29  |     |     |      |     |     |     |      |      |      |     |     |     |       |     |     |     |     |     |      |      |     |     |     |     |     |     |     |     |     |     | 8    | –     | –     |       |
| 42                      | Will Brown           |     |     |     |     |      |      |     |     |     |     |      |     |     |     |      |      |      | 31  |     |     |       |     |     |     |     |     |      |      |     |     |     |     |     |     |     |     |     |     | 6    | –     | –     |       |
| 43                      | Juan Pablo Montoya   |     |     |     |     |      |      |     |     |     |     |      |     |     |     |      |      |      |     |     |     |       |     |     |     |     |     |      |      |     |     |     |     |     |     |     |     |     |     | 5    | –     | –     |       |
| 44                      | Cameron Waters       |     |     |     |     |      |      |     |     |     |     |      |     |     |     |      |      |      | 35  |     |     |       |     |     |     |     |     |      |      |     |     |     |     |     |     |     |     |     |     | 2    | –     | –     |       |
| Piloti fuori classifica |                      |     |     |     |     |      |      |     |     |     |     |      |     |     |     |      |      |      |     |     |     |       |     |     |     |     |     |      |      |     |     |     |     |     |     |     |     |     |     |      |       |       |       |
| Pos.                    | Pilota               | DU1 | DU2 | DAY | ATL | LVS  | PHO  | BRI | COA | RCH | MAR | TEX  | TAL | DOV | KAN | DAR  | CLT  | GTW  | SON | IOW | NHA | NSH   | CSC | POC | IND | RCH | MCH | DAY  | DAR  |     | ATL | GLN | BRI | KAN | TAL | ROV | LVS | HOM | MAR | PHO  | Pti.  | Stage | Bonus |
|                         | Shane van Gisbergen  |     |     |     |     |      |      |     | 20  |     |     |      | 28  |     |     |      | 28   |      |     |     |     |       | 401 |     |     |     |     | 35   | 26   |     |     |     |     |     |     |     |     |     |     |      |       |       |       |
|                         | A. J. Allmendinger   |     |     | 6   |     |      |      | 23  | 6   |     |     |      |     | 13  |     |      |      |      | 6   | 36  |     | 11    | 38  | 21  | 37  |     | 30  |      |      |     |     |     |     |     |     |     |     |     |     |      |       |       |       |
|                         | Anthony Alfredo      |     |     | 27  |     |      |      |     |     |     |     |      | 6   |     |     |      |      |      |     |     |     |       |     |     |     |     |     |      |      |     |     |     |     |     |     |     |     |     |     |      |       |       |       |
|                         | Parker Retzlaff      |     |     |     |     |      |      |     |     |     |     |      |     |     |     |      |      |      |     |     |     |       |     |     |     | 35  |     | 7    |      |     |     |     |     |     |     |     |     |     |     |      |       |       |       |
|                         | Justin Allgaier      |     |     |     |     |      |      |     |     |     |     |      |     |     |     |      | 13   |      |     |     |     |       |     |     |     |     |     |      |      |     |     |     |     |     |     |     |     |     |     |      |       |       |       |
|                         | Ty Dillon            |     |     |     |     |      |      |     |     | 29  |     | 16   |     |     |     |      | 36   |      |     |     | 20  |       |     |     | 19  | 26  |     |      |      |     |     |     |     |     |     |     |     |     |     |      |       |       |       |
|                         | B. J. McLeod         |     |     | NQ  | 24  |      |      |     |     |     |     |      | 32  |     |     |      | 37   |      |     |     |     |       |     |     | 39  |     |     | 19   |      |     |     |     |     |     |     |     |     |     |     |      |       |       |       |
|                         | Joey Gase            |     |     |     |     |      |      |     |     |     |     |      |     |     |     |      |      |      |     |     |     |       |     |     |     |     |     | 20   |      |     |     |     |     |     |     |     |     |     |     |      |       |       |       |
|                         | Corey Heim           |     |     |     |     |      |      |     |     |     |     |      |     | 25  | 22  |      |      |      |     |     |     | 29    |     |     |     |     |     |      |      |     |     |     |     |     |     |     |     |     |     |      |       |       |       |
|                         | J. J. Yeley          |     |     | NQ  |     | 34   |      |     |     |     |     |      |     |     |     |      | 40   |      |     |     |     |       |     | 35  |     |     |     |      |      |     |     |     |     |     |     |     |     |     |     |      |       |       |       |
|                         | Riley Herbst         |     |     | 24  |     |      |      |     |     |     |     |      |     |     | 35  |      |      |      |     |     |     | 37    |     |     |     | 33  |     |      |      |     |     |     |     |     |     |     |     |     |     |      |       |       |       |
|                         | Austin Hill          |     |     |     |     |      |      |     |     |     |     | 38   |     |     | 33  |      |      |      |     |     |     |       | 31  |     |     |     |     | 25   |      |     |     |     |     |     |     |     |     |     |     |      |       |       |       |
|                         | Josh Williams        |     |     |     | 37  |      |      |     |     |     | 27  |      |     |     |     |      |      |      |     |     |     |       |     |     |     |     |     |      |      |     |     |     |     |     |     |     |     |     |     |      |       |       |       |
|                         | Josh Bilicki         |     |     |     |     |      |      |     |     |     |     |      |     |     |     |      |      |      |     |     |     |       | 28  |     |     |     |     |      |      |     |     |     |     |     |     |     |     |     |     |      |       |       |       |
|                         | Timmy Hill           |     |     |     |     |      |      |     | 36  |     |     |      |     |     |     |      |      |      |     |     |     |       |     |     |     |     |     |      | 35   |     |     |     |     |     |     |     |     |     |     |      |       |       |       |
|                         | Chad Finchum         |     |     |     |     |      |      |     |     |     |     |      |     |     |     |      |      |      |     |     |     | 38    |     |     |     |     |     |      |      |     |     |     |     |     |     |     |     |     |     |      |       |       |       |
|                         | David Starr          |     |     |     |     |      |      |     |     |     | 37  |      |     |     |     |      | WT   |      |     | WT  |     |       |     |     |     |     |     |      |      |     |     |     |     |     |     |     |     |     |     |      |       |       |       |
|                         | Jeb Burton           |     |     |     |     |      |      |     |     |     |     |      |     |     |     |      |      |      |     |     |     |       |     |     |     |     |     |      |      |     |     |     |     |     |     |     |     |     |     |      |       |       |       |
| Pos.                    | Pilota               | DU1 | DU2 | DAY | ATL | LVS  | PHO  | BRI | COA | RCH | MAR | TEX  | TAL | DOV | KAN | DAR  | CLT  | GTW  | SON | IOW | NHA | NSH   | CSC | POC | IND | RCH | MCH | DAY  | DAR  | ATL | GLN | BRI | KAN | TAL | ROV | LVS | HOM | MAR | PHO | Pti. | Stage | Bonus |       |

### Classifica Costruttori
Dopo 36 di 36 gare
| Pos | Costruttore | Vittorie | Punti |
| --- | ----------- | -------- | ----- |
| 1   | Chevrolet   | 15       | 1309  |
| 2   | Ford        | 12       | 1275  |
| 3   | Toyota      | 9        | 1259  |